# إدوارد إتش. رولينز
إدوارد إتش. رولينز (بالإنجليزية: Edward H. Rollins) (و. 1824 – 1889 م) هو سياسي، وشخصية أعمال أمريكي، ولد في سومرسوورث، كان عضوًا في الحزب الجمهوري، توفي عن عمر يناهز 65 عاماً.

## مناصب
تولى منصب عضو مجلس الشيوخ الأمريكي ‏
- عضو مجلس النواب الأمريكي

.